# ろうそく消し

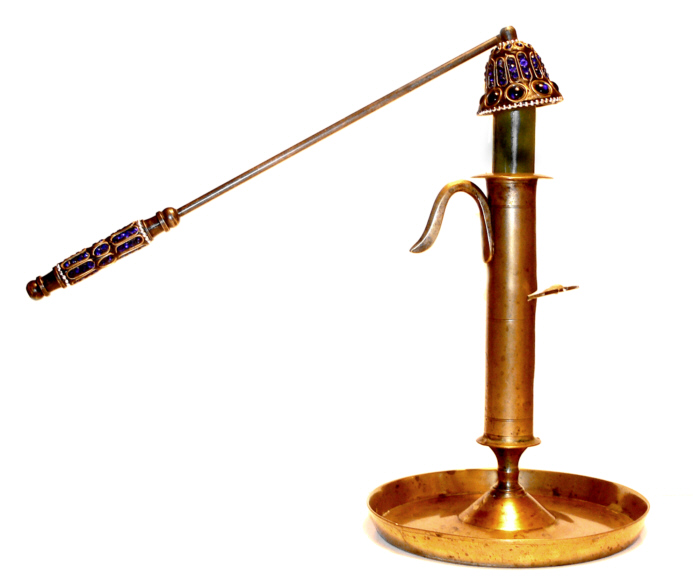
エクスティングィッシャーを使用しているところ

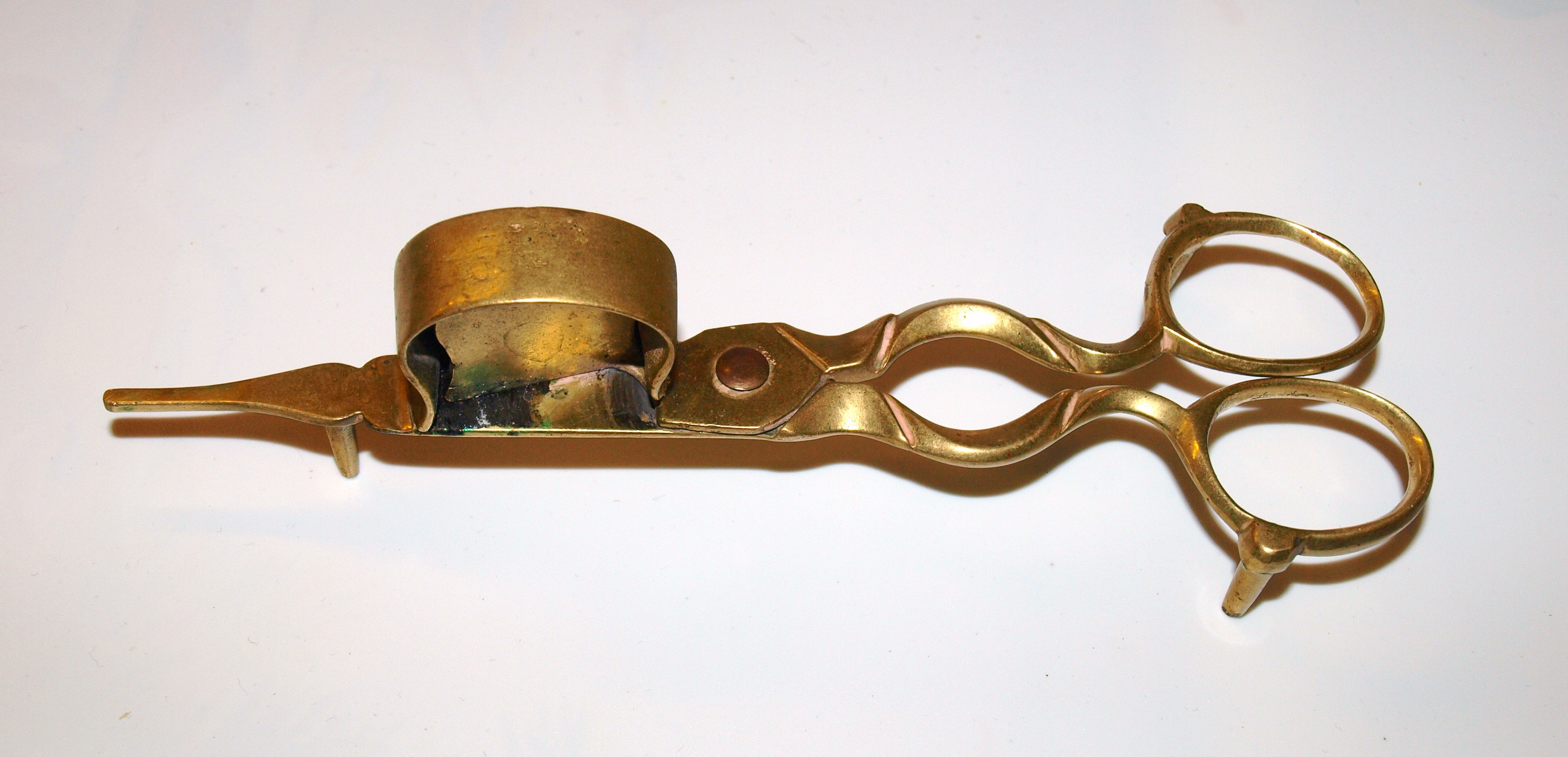
鋏に似たスナッファー

ろうそく消し（ろうそくけし）またはキャンドルスナッファー（英語: candle snuffer）は、燃えたろうそくの火を消すための道具。

## 概説
英語では、（キャンドル）スナッファーと呼ばれる2枚の平らな刃からなる鋏に似た器具や、エクスティングィッシャー（英: extinguisher）(de)と呼ばれる持ち手の先端に円錐形の小さなカサのついた器具のいずれをも指す。"candle snuffer"（キャンドルスナッファー）や"snuffer"（スナッファー）(de)の語は、かつて"extinguisher"と呼ばれたものを説明するためにしばしば用いられた。
鋏に似た器具は、ろうそくの芯を切り取るために使われる。上手くやれば、炎を消すことなく芯ごと切り取ることができる。刃についた小さなカップ状の受け皿で、切り取った芯を受ける。この器具は、炭化して曲がることで自ずと火が消える芯の発明により時代遅れとなった。これは余分な芯を燃やし尽くして、芯が長くなり過ぎるのを防ぐ。
ろうそく消しを使うことは、熱された蝋が吹き飛んで生じる問題を回避するのに役立つ。エクスティングィッシャーは、いまだに家庭や教会で一般的に使用されている。
日本では、歴史的に鋏型のキャンドルスナッファーは普及していなかったため、広瀬旭荘や緒方洪庵は、何か不明として用途が分からなかった。